# Стшегово (гміна)
Гміна Стшегово (пол. Gmina Strzegowo) — сільська гміна у центральній Польщі. Належить до Млавського повіту Мазовецького воєводства.
Станом на 31 грудня 2011 у гміні проживало 7898 осіб.

## Площа
Згідно з даними за 2007 рік площа гміни становила 214.23 км², у тому числі:
- орні землі: 71.00%
- ліси: 22.00%

Таким чином, площа гміни становить 18.29% площі повіту.

## Населення
Станом на 31 грудня 2011:
| Опис     | Загалом | Загалом | Чоловіки | Чоловіки | Жінки | Жінки |
| -------- | ------- | ------- | -------- | -------- | ----- | ----- |
| одиниця  | осіб    | %       | осіб     | %        | осіб  | %     |
| все      | 7898    | 100     | 3986     | 50.47    | 3912  | 49.53 |
| міське   | 0       | 100     | 0        |          | 0     |       |
| сільське | 7898    | 100     | 3986     | 50.47    | 3912  | 49.53 |

## Сусідні гміни
Гміна Стшегово межує з такими гмінами: Вішнево, Гліноєцьк, Радзанув, Рацьонж, Регімін, Ступськ, Цеханув, Шренськ.